# Dialan
Đialan, còn gọi là alumoetan, là hợp chất đơn giản thứ hai của nhôm và hydro, chỉ sau nhôm hydride. Công thức hoá học của đialan là {\displaystyle {\ce {Al2H6}}}. Đây là một trong những hợp chất có chứa một liên kết đặc biệt - liên kết tam nhị giữa nguyên tử nhôm và nguyên tử hydro ở chỗ cầu nối {\displaystyle Al-H-Al}. Đialan có cấu trúc tương tự với điboran, {\displaystyle B_{2}H_{6}} và đigalan, {\displaystyle {\ce {Ga2H6}}}.